# Melodifestivalen 2014

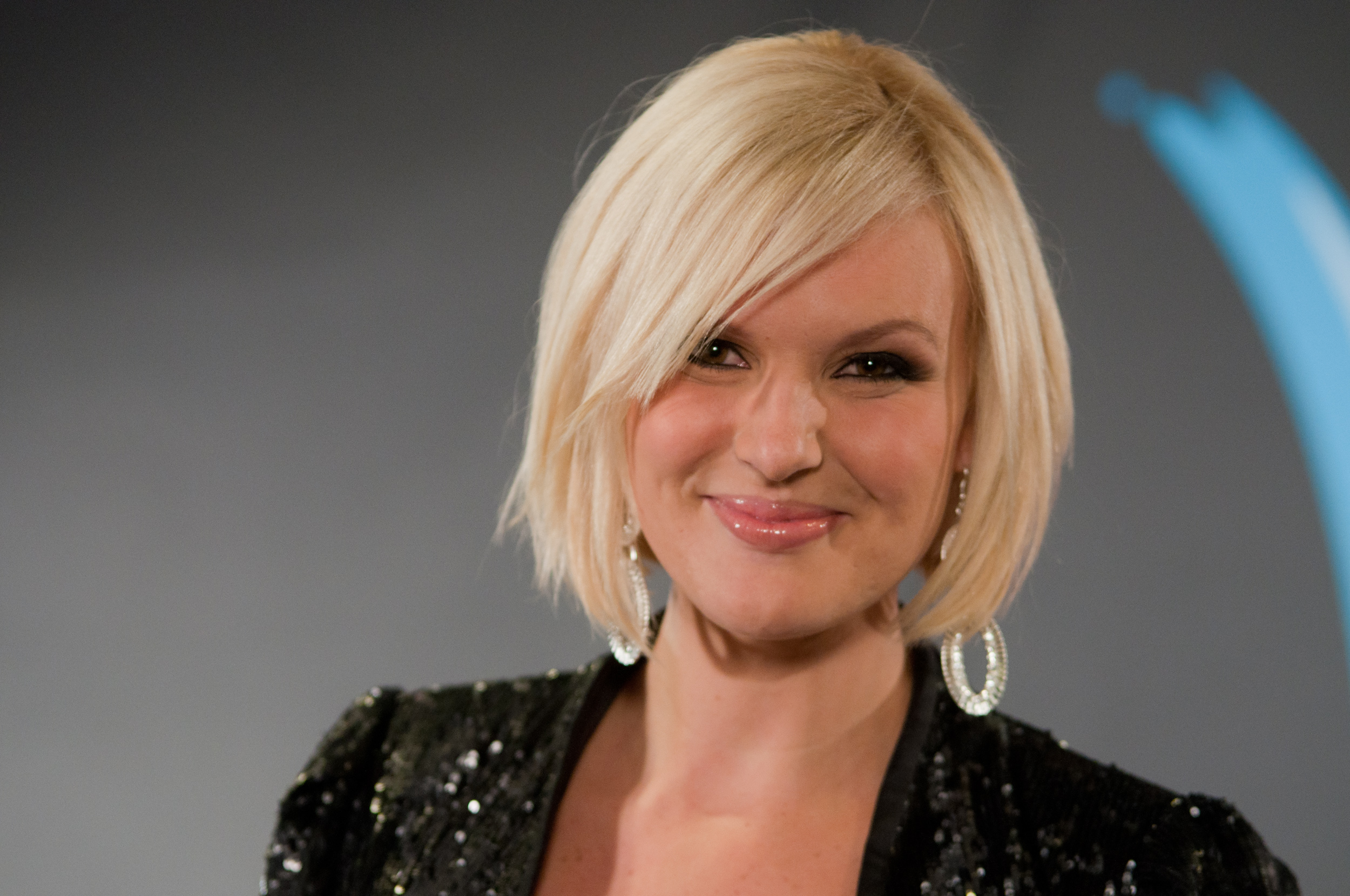
Sanna Nielsen vann Melodifestivalen 2014 med låten "Undo". Detta var sjunde gången som Sanna Nielsen tävlade i Melodifestivalen.

Melodifestivalen 2014 var den 54:e upplagan av musiktävlingen Melodifestivalen och samtidigt Sveriges uttagning till Eurovision Song Contest 2014.
Finalen ägde rum i Friends Arena den 8 mars 2014, där melodin Undo", framförd av Sanna Nielsen, vann genom att ha fått flest röster av tittarna, dock endast näst högst totalpoäng av jurygrupperna. För trettonde året i rad bestod tävlingen av fyra deltävlingar, en "Andra chans" (uppsamlingsheat) och en final, där totalt 32 bidrag tävlade om segern. Från varje deltävling gick ettan och tvåan till finalen, medan trean och fyran fick en chans till i Andra chansen. En nyhet för det här året blev att minst 20 procent av startfältet skulle bestå av bidrag med helt eller delvis kvinnligt upphov.
Undo fick sedan representera Sverige i ESC 2014, som ägde rum i Köpenhamn den 6, 8 och 10 maj 2014. Låten tog sig till finalen där den slutade på tredje plats av 26 tävlande.

## Tävlingsupplägg
2014 års upplaga av Melodifestivalen blev det trettonde året i rad där upplägget med deltävlingar på olika håll i Sverige förekom. Dock var det sista året med att deltävlingarna innehöll 32 tävlingsbidrag (från 2015 är det istället 28 stycken som gäller) samt andra och sista året som Andra chansen hade exakt samma upplägg som deltävlingarna (med skillnaden mot en tredje omgång i duellformat). Deltävlingarna ägde det här året rum i Malmö, Linköping, Göteborg och Örnsköldsvik. Andra chansen blev för åttonde året i rad en egen deltävling som ägde rum i Lidköping den 1 mars. Finalen hölls för trettonde året i rad i Stockholmsområdet, där den för andra året i rad skedde Friends Arena i Solna istället för i Globen.
I deltävlingarna utsågs vinnarna genom telefonröster från tv-tittarna, där de två bidragen med flest röster gick direkt till finalen i Friends Arena medan trean och fyran fick en chans i Andra chansen. Även i Andra chansen utsågs två vinnare genom tittarnas röster. I finalen delades antalet röster mellan tittarna och elva jurygrupper runt om i Europa, där tittarnas röster omvandlades till procentuella poäng. Proceduren med röstningsomgångar i deltävlingarna såg likadan ut som den hade gjort de senaste två åren.
För tredje året i rad var Christer Björkman programmets producent (2002-11 var han tävlingsproducent) medan Samuel Andersson blev utsedd till tävlingsansvarig. Andersson ersatte tidigare tävlingsansvarige Thomas Hall, som istället blev ny nöjeschef på Sveriges Television. Maria Ilstedt var programmets projektledare. På manussidan ersattes Edward af Silléns roll som innehållsproducent av Henrik Johnsson. Även det här året valde Sveriges Television att ta in musikmanagern Anders Johansson under sommaren 2013 för att ta fram artister till tävlingen.

### Startfältets indelning och uppkomst
Startfältet delades i ett inledande skede in i tre olika delar, vilka valdes ut genom följande procedurer:
- 15 bidrag utsågs av en urvalsjury.
  - Dessa bidrag hade skickats in genom ett nationellt inskickande av bidrag under september 2013.
  - Ett krav för att skicka in bidrag till denna del var att minst en upphovsperson per bidrag skulle ha haft musik utgiven sedan tidigare (genom att ange en så kallad ISRC-kod). Denna del av inskickandet kallades Ordinarie tävling.

- 15 bidrag utsågs av Sveriges Televisions Melodifestivalsredaktion.
  - Dessa bidrag kunde både komma från specialinbjudningar av kompositörer, låtskrivare och artister, men också från urvalsjuryns ratade låtar.

- Två bidrag var så kallade jokrar (ej inräknade tidigare 30 bidrag).
  - Den första jokern blev vinnaren av Svensktoppen nästa 2013 (musikgruppen Eko), vars nya bidrag tillsattes av Sveriges Television.
  - Den andra jokern blev vinnaren av Allmänhetens tävling (musikgruppen I.D.A), som utsågs av urvalsjuryn. Urvalsjuryn valde bland bidrag som hade skickats in genom ett nationellt inskickande av bidrag från personer som aldrig tidigare hade haft musik utgiven.

Totalt skickades det in 2 628 bidrag (2 067 till ordinarie tävling och 561 till Allmänhetens tävling). För ordinarie tävling blev det en ökning med 156 bidrag jämfört med året innan, medan för Allmänhetens tävling blev det en minskning med 86 bidrag jämfört med året innan. Efter att bidragen har skickats in började Sveriges Television omgående granska bidragen för att sedan välja ut ett mindre antal till urvalsjuryn. Denna jury fick sedan under en kort tid välja ut sin del av startfältet (och dessutom bidraget från Allmänhetens tävling). Efter att juryarbetet blev färdigt tog Sveriges Television över och valde ut sin del av startfältet. Artister och bidragen från både urvalsjuryns och Sveriges Televisions bidragsval (från både ordinarie tävling samt vinnaren av Allmänhetens tävling och det nya Svensktoppen nästa-bidraget) presenterades sedan under två presskonferenser i slutet av november 2013.
En förändring det här året blev att Sveriges Television på ett tidigt stadium ville satsa på kvinnliga låtskrivare i tävlingen. Därför satte man upp en regel som sade att minst 6 av de 32 bidragen skulle bestå av bidrag som var helt eller delvis skrivna av kvinnor. Detta skulle då motsvara cirka 20 procent av startfältet. När startfältet presenterades kom dock hela 15 av de uttagna 32 tävlande bidragen att uppfylla detta krav, vilket utgjorde 47% av startfältet. 

### Regelverk[14]
- Alla svenska medborgare som var folkbokförda i Sverige senast den 1 september 2013 fick skicka in bidrag till Melodifestivalen 2014. Undantaget gällde personer som under perioden 1 september 2013 - 30 mars 2014 var anställda av Sveriges Television. Icke-svenska medborgare fick skicka in bidrag till ordinarie tävling, dock i kombination med minst en svensk upphovsman.
- Endast inskickning via Melodifestivalens hemsida godkändes och alla bidrag skulle skickas in med en ljudfil samt tillhörande information om tävlingsbidragets artist m.m.
- 10 av de 32 bidragen avsattes åt bidrag framförda på svenska. Denna siffra kom dock att justeras ned till åtta bidrag det här året.
- Minst 6 av 32 tävlingsbidrag skulle vara skrivna och komponerade av helt eller delvis av kvinnliga upphovsmän. Totalt blev 15 av 32 utvalda bidrag helt eller delvis skrivet av kvinnliga upphovsmän.
- Tävlande bidrag fick inte överstiga tre minuter (dock heller ej understiga två minuter), och ej ha varit publicerade för allmän lyssning tidigare. EBU:s tidigaste publiceringsgräns var 1 september 2013.
- Upphovsmän var tvungna att välja vilken tävling de skulle skicka in bidraget till: ordinarie tävling (för personer med musik utgiven sedan tidigare på musikförlag) eller allmänhetens tävling (ej utgiven musik på musikförlag etc.). För att få tävla i ordinarie tävling måste minst en upphovsman per bidrag ha haft musik utgiven sedan tidigare (via ett musikförlag etc.). För den upphovsmannen finns dock ingen regel om att ha haft med bidrag i Melodifestivalen förut.
- Sveriges Television hade all rätt att besluta när tävlande melodier får släppas fria för utgivning etc. Utslagna melodier i deltävlingarna fick släppas fria efter att de slagits ut medan de bidrag som gick till Andra chansen och finalen släpptes fria först då fjärde deltävlingen hade avgjorts.
- Artist(er) som sjöng på inskickade låtars demo skulle, om Sveriges Television önskade, vara beredda på att få framföra bidraget i tävlingen. Däremot var det inte självskrivet att demosångaren skulle få framföra bidraget i tävlingen.
- Språkvalet var helt fritt och man behövde vid ordinarie tävlingsinskicket inte anmäla ifall man skickade in samma låt men på olika språk. Dock kunde en uttagen låt inte byta språk ifall Sveriges Television valde att behålla en viss låt på ett visst språk.
- Högst åtta personer fick medverka på scenen, förinspelad körsång tilläts även det här året och dessutom hade man rätt att ha ett liveinstrument på scenen. Regeln sa dock att alla huvudsånginsatser skulle göras live. Huvudsångaren/na fick heller inte medverka på förinspelad körsång. 
  - Då de utökade reglerna om antalet personer på scenen, förinspelad körsång och liveinstrument inte är godkända av EBU hade Sveriges Television ställt som krav att om vinnarbidraget skulle innehålla en eller flera delar av det som nämnts så ska bidraget kunna arrangeras om utan att förstöras till framförandet i Eurovision Song Contest. I ESC är nämligen förinspelad körsång och liveinstrument förbjudet liksom att man max får vara sex personer på scenen. Vinnarbidraget 2014 omfattas dock inte av dessa begränsningar då endast en person (ej inräknat kör bakom scenen) befann sig på scenen under framträdandet.
- För att, som tävlande artist, få framföra bidraget live var man tvungen att vara minst 16 år gammal före den 6 maj 2014. Det fanns däremot ingen övre åldersgräns och heller ingen åldersgräns för upphovsmännen.
- Sveriges Television hade all beslutsrätt om artister och bidragen och därmed också en rätt att när som helst diskvalificera bidrag.

### Programledare
Den 13 november 2013 presenterades komikerna Nour El Refai och Anders Jansson som programledarna för 2014 års Melodifestival. Båda programledarna var med i Melodifestivalen 2008, då El-Refai var scenreporter och Jansson deltog i humorinslag i gruppen Hipp Hipp!. Bloggaren Clara Henry utsågs till ny webbprogramledare som fick leda två webbsända program: "Uppsnack" (eftermiddagen före sändningarna) och "Eftersnack" (samtal med vinnaren/na från sändningarna).

### Återkommande artister
Nedan listas namn på artister som tävlat tidigare år i festivalen och som återkom i tävlan det här året. 
| Artist                              | Tidigare år (med placering) (Melodifestivalen) | Tidigare år (med placering) (ESC) |
| ----------------------------------- | --- | --------------------------------- |
| Alcazar                             | 2003 (3:a DF, 1:a AC, 3:a final), 2005 (4:a DF, 1:a AC, 3:a final), 2009 (1:a DF, 5:a final), 2010 (4:a DF, 5:a AC)                                                       | –                                 |
| Andreas Lundstedt Del av Alcazar    | 1996 (2:a), 1997 (7:a), 2003 (3:a DF, 1:a AC, 3:a final), 2005 (4:a DF, 1:a AC, 3:a final), 2007 (6:a DF), 2009 (1:a DF, 5:a final), 2010 (4:a DF, 5:a AC), 2012 (7:a DF) | (2006 (16:e))                     |
| Anton Ewald                         | 2013 (3:a DF, 1:a AC, 4:a final) | –                                 |
| Janet Leon                          | 2013 (5:a DF) | –                                 |
| Jessica Folcker Duett med Dr. Alban | 2005 (6:a DF), 2006 (7:a DF) | –                                 |
| Lina Hedlund Del av Alcazar         | 2002 (2:a DF, 9:a final), 2003 (4:a DF, 4:a AC), 2009 (1:a DF, 5:a final), 2010 (4:a DF, 5:a AC)                                                                          | –                                 |
| Linda Bengtzing                     | 2005 (3:a DF, 2:a AC, 10:a final), 2006 (2:a DF, 7:a final), 2008 (2:a DF, 5:a final), 2011 (1:a DF, 7:a final)                                                           | –                                 |
| Martin Stenmarck                    | 2005 (1:a DF, 1:a final) | 2005 (19:e)                       |
| Oscar Zia                           | 2013 (4:a DF, 4:a AC) | –                                 |
| Sanna Nielsen                       | 2001 (3:a), 2003 (2:a DF, 5:a final), 2005 (1:a DF, 8:a final), 2007 (4:a DF, 2:a AC, 7:a final), 2008 (1:a DF, 2:a final), 2011 (1:a DF, 4:a final)                      | –                                 |
| Shirley Clamp                       | 2003 (6:a DF), 2004 (4:a DF, 2:a AC, 2:a final), 2005 (1:a DF, 4:a final), 2009 (8:a DF), 2011 (4:a DF, 8:a AC)                                                           | –                                 |
| State of Drama                      | 2013 (2:a DF, 9:a final) | –                                 |
| Sylvester Schlegel                  | 2007 (1:a DF, 1:a final) | 2007 (18:e)                       |
| Therese Merkel Del av Alcazar       | 2003 (3:a DF, 1:a AC, 3:a final), 2005 (4:a DF, 1:a AC, 3:a final), 2009 (1:a DF, 5:a final), 2010 (4:a DF, 5:a AC)                                                       | –                                 |
| Yohio                               | 2013 (1:a DF, 2:a final) | –                                 |

1. 1 2 3 4 5 6  År 2003 och 2005 bestod Alcazar av Andreas Lundstedt, Therese "Tess" Merkel, Annika Kjærgaard och Magnus Carlsson.
2. 1 2 3 4 5 6 7 8  Från 2007 bestod Alcazar av Andreas Lundstedt, Therese "Tess" Merkel och Lina Hedlund.
3. ↑  2006 tävlade Andreas Lundstedt för Schweiz i Eurovision Song Contest som en del av gruppen Six4one.
4. ↑  2002 sjöng Lina Hedlund duett med sin syster Hanna Hedlund.
5. ↑  Oscar Zia sjöng som featuring till Behrang Miri. Utöver Zia deltog även Loulou Lamotte i numret. Varken Zia eller Lamotte blev i sändningen krediterade för sin insats då endast Miris namn nämndes som artist till låten.
6. ↑  År 2005 tävlade Sanna Nielsen i duett med Fredrik Kempe.
7. ↑  År 2011 tävlade Shirley Clamp som en del av musikgruppen Shirley's Angels (där Vera Prada och Jessica Marberger även ingick i gruppen).
8. 1 2  Sylvester Schlegel medverkade som en del av musikgruppen The Ark.

Helena Paparizou, som deltog det här året, hade tidigare tävlat två gånger för Grekland i Eurovision Song Contest. Första gången hon medverkade var år 2001 i gruppen Antique (slutade på tredje plats) och andra gången som soloartist år 2005 (där hon vann).

### Övrigt

#### Scenen i förhållande till arenan
Den 24 oktober 2013 presenterade Sveriges Television skisser på hur scenen och Green room skulle komma att stå i förhållande till varandra i respektive tävlingsarena. I deltävlingarna flyttades Green room (där de tävlande artisterna i sändningarna befann sig efter sina framträdanden) till höger om scenen istället för att vara längst bak i arenan. I finalen sattes dock Green room längst bak i arenan. Den catwalkgång som hade använts de två senaste åren behölls om än att den förkortades något det här året i de fem första programmen. I finalen blev den istället något förlängd. Även det här året fick varje artist välja en entrélåt att promenera upp på scenen till inför artistens framträdande.
Den 22 januari 2014 presenterade Sveriges Television bilder på hur scenen skulle komma att se ut. Till skillnad från många tidigare års scener i Melodifestivalen användes fler så kallade LED-moduler. LED-moduler används till att göra sceneffekter i bakgrunden av scenen. För sjunde året i rad var det scenografen Viktor Brattström som designade scenens utformning.

#### Urvalsjuryn
Efter att de 32 bidragen hade presenterats meddelade Sveriges Television namnen på de personer som hade suttit i urvalsjuryn det här året. Urvalsjuryn var den juryn som valde ut den ena tävlingshalvan till ordinarie tävling (15 bidrag) samt vilket bidrag som skulle komma att vinna Allmänhetens tävling och därmed en plats i ordinarie tävling. Det här året bestod urvalsjuryn av 14 personer, varav åtta kvinnor och sex män i åldrarna 20-64 år. Snittåldern för dessa personer var 37 år. Hälften av juryn bestod av personer som arbetar inom eller med musikbranschen såsom musik/radioproducent, redaktör, dj och artist, medan den andra hälften bestod av så kallade lekmän/allmänhet med yrken som civilingenjör, skribent, kosmetolog, läkare, sjuksköterska och studerande. Samuel Andersson, som blev ny tävlingsansvarige för Melodifestivalen, var juryns ordförande.

#### Husensemblen
Likt tidigare år hade Sveriges Television en egen ensemble för körsång och dans vilka alla 32 artister fick använda sig av under tävlingens gång. Det här året byttes dock samtliga i ensemblen ut mot endast två sångare och två dansare. Artister fick därför i sådant fall komplettera med egna dansare och sångare på scenen, så länge antalet personer på scenen inte översteg åtta personer. Husensemblen bestod det här året av sångarna Simon Lingmerth och Matilda Lindell samt dansarna Carin Mårtensson och Patrik Riber.

#### Jubileum
2014 uppmärksammades tre av Sveriges dåvarande fem segrar i Eurovision Song Contest:
- 40 år sedan Abba vann med låten "Waterloo".
- 30 år sedan Herreys vann med låten "Diggiloo Diggiley".
- 15 år sedan Charlotte Nilsson vann med låten "Take Me to Your Heaven".

Abba:s och Herreys respektive segrar kom att jubileras under en deltävling samt under finalen.

## Datum och händelser

### Melodifestivalens turnéplan 2014[9]
- Lördag 1 februari 2014 - Deltävling 1, Malmö Arena, Malmö
- Lördag 8 februari 2014 - Deltävling 2, Cloetta Center, Linköping
- Lördag 15 februari 2014 - Deltävling 3, Scandinavium, Göteborg
- Lördag 22 februari 2014 - Deltävling 4, Fjällräven Center, Örnsköldsvik
- Lördag 1 mars 2014 - Andra chansen, Sparbanken Lidköping Arena, Lidköping
- Lördag 8 mars 2014 - Final, Friends Arena, Solna

### Inför Melodifestivalen
- Den 20 juni 2013 bekräftade Sveriges Television Sveriges medverkan i Eurovision Song Contest, genom att man släppte reglerna för den nationella uttagningen.[10][14]
- Den 12 augusti 2013 gick Örnsköldsviks kommun ut med nyheten att en av deltävlingarna skulle komma att äga rum i Fjällräven Center i Örnsköldsvik. Vid detta tillfälle gick inte Sveriges Television ut och bekräftade detta,[24] men det hela kom att bekräftas då turnéplanen för 2014 presenterades några veckor senare.[9]
- Den 25 augusti 2013 presenterades den första artisten till Melodifestivalen 2014, vilket skedde genom korandet av vinnaren av Svensktoppen nästa 2013.[25]
- Den 3 september 2013 öppnade Sveriges Television inskickningen av bidrag till både ordinarie tävling och till Allmänhetens tävling.[10]
- Den 10 september 2013 presenterade Sveriges Television turnéplanen för festivalen 2014.[9]
- Senast den 18 september 2013 kl. 09.00.00 skulle bidragen till tävlingen vara inskickade till Sveriges Television. Dessa bidrag skulle skickas in via ljudfiler via tävlingens hemsida.[10] Efter att bidragsinskicket hade stängts kunde man registrera totalt 2 628 bidrag, en ökning med 79 bidrag (för både ordinarie och allmänhetens tävling).[16]
- Den 24 oktober 2013 presenterade Sveriges Television arenaskisser på hur scenen och Green room skulle befinna sig i förhållande till sittplatserna i respektive arena.[19]
- Den 25 oktober 2013 kl. 09.00 startade försäljningen av biljetter till deltävlingarna, Andra chansen och finalen. Likt tidigare år med detta upplägg bestod varje veckas stopp av tre föreställningar: två genrep och därefter direktsändning.[26]
- Den 13 november 2013 presenterade Sveriges Television programledarna för Melodifestivalen 2014.[27][1]
- Den 26 november 2013 presenterade Sveriges Television vilka bidrag och artister som skulle tävla i den första och andra deltävlingen.[28][17]
- Den 28 november 2013 presenterade Sveriges Television vilka bidrag och artister som skulle tävla i den tredje och fjärde deltävlingen.[28][18]
- Den 28 november 2013 meddelade Sveriges Television vilka personer som suttit i urvalsjuryn.[22]
- Den 20 december 2013 presenterade Sveriges Television startordningen för deltävlingarna.[29]
- Den 28 december 2013 sände Sveriges Television ett bakom kulisserna-program på 2013 års upplaga av Eurovision Song Contest, som avgjordes i Malmö i maj 2013.
- Den 4 januari 2014 sände Sveriges Television årskrönikan av Melodifestivalen 2013.
- Den 13 januari 2014 meddelade Sveriges Television att bloggaren Clara Henry skulle komma att bli webbprogramledare.[2]
- Den 22 januari 2014 presenterade Sveriges Television hur scenen skulle se ut under turnén.[20]
- Den 31 januari 2014 presenterade Sveriges Television röstningsregler för deltävlingarna, Andra chansen och finalen.[30]

### Under Melodifestivalen

#### Ny regel från Andra chansen
Den 26 februari 2014 rapporterade P4 Sjuhärad om att ett bidrag som tävlat i Melodifestivalen någon gång de senaste åren fick under en tävlan röster som hade genererats genom ett dataprogram. Enligt P4 Sjuhärad hade upphovsmännen till bidraget betalat en person att använda ett telefonväxelprogram för att automatrösta på bidraget. Genom datorprogrammet skickades ca 2 500 röster in. Mannen som hade tillgång till dataprogrammet filmade när hans dator "ringde" och röstade. Anledningen till att mannen utförde detta var att han ville visa att det är möjligt att programmera en dator som man gör att man kan automatrösta många gånger. Han hävdar att det är en vanlig metod och att skivbolagen använder callcenter för att rösta så många gånger som möjligt, men också att hans dator var enkel och kunde generera ett par hundra samtal i minuten.
Innan detta blev känt var det enligt Melodifestivalsreglerna inte ett regelbrott att programmera en dator för att automatrösta, eftersom man vid denna tidpunkt (och även innan det) inte hade någon röstningsbegräsning likt den i Eurovision Song Contest (max 20 röster per telefonabonnemang). Resultatet av detta blev dock att Sveriges Television med omedelbar verkan införde en ny regel som förhindrar detta. Regelklausulen har lagts till i regeln som säger att "Ett tävlingsbidrag medverkan i Melodifestivalen får inte marknadsföras genom kommersiell marknadsföring förrän tidigast tävlingsbidraget har lämnat tävlingen eller beträffande resterande tävlingsbidrag efter finalen.". I korthet innebär det att om det framkommer att en liknande röstningsverksamhet har pågått kommer rösterna strykas och ett eventuellt nytt resultat kan komma fram. Skulle det bli känt vilket bidrag det också rör sig om kan detta bidrag bli diskvalificerat från tävlan.
På grund av denna händelse valde Svenska spel att stoppa all betting på Melodifestivalen under Andra chansen.

#### Teknikmiss i Andra chansen
Under direktsändningen av Andra chansen inträffade ett antal tekniska missöden. Det första tekniska misstaget inträffade när programledarna skulle meddela vilka fem bidrag som hade gått vidare till den andra röstningsomgången. Samtidigt som programledarna meddelade att bidraget "När änglarna går hem" hade blivit det första av de fem bidragen som hade tagit sig vidare till den andra omgången visade grafiktavlan istället att det bidraget "Love Trigger" hade gått vidare, vilket inte visade sig vara rätt resultat. Då Sveriges Television inte kunde åtgärda problemet med grafiktavlan valde man att släcka ned tavlan och starta om systemet på nytt. Under resten av uppläsningen av de fem bidragen visades därför ingen grafik. Efter att de fem bidragen hade ropats upp fortsatte de tekniska problemen, vilket gjorde att programledarna inte kunde presentera placeringarna för de tre utslagna bidragen förrän i slutet av programmet. På grund av grafiktavlans problem tvingades en kort väntestund innan den andra snabbreprisen kunde visas.
Det andra tekniska missödet skedde då presentationen av vilka två bidrag som skulle duellera i den andra duellen. Samtidigt som bidraget "Bröder" ropades upp som första duellant visade grafiken i bild redan telefonnumren och startordning för den duellen. Detta till trots att programledarna fortfarande inte hade talat om vilket bidrag "Bröder" skulle möta. I bild stod att det skulle bli bidraget "När änglarna går hem", vilket så också blev. Därför föll spänningen då tittarna i god tid visste om att låten "All We Are", som tävlade mot "När änglarna går hem" att gå till duellen, hade röstats ut.
Enligt Sveriges Television berodde problemen i det första fallet på att en grafikdator inte fungerade som den skulle och i det andra fallet på den mänskliga faktorn. Sveriges Television bad i efterhand om ursäkt för det inträffade.

### Efter Melodifestivalen
- Den 9 mars 2014 sände Sveriges Television det så kallade "Dagen efter"-programmet, vilket var ett program som handlade om Melodifestivalen 2014 bakom kulisserna.
- Den 11 mars 2014 meddelade Sveriges Television bidragens enskilda röstningssiffror i deltävlingarna, Andra chansen och finalen.[38]
- Den 6 maj 2014 sändes den första semifinalen av Eurovision Song Contest 2014, där bland andra Sverige tävlade.
- Den 8 maj 2014 sändes den andra semifinalen av Eurovision Song Contest 2014.
- Den 10 maj 2014 sändes finalen av Eurovision Song Contest 2014, där Sverige kom på tredje plats.

## Jokrar
Likt föregående års Melodifestival valde Sveriges Television att erbjuda två av de trettiotvå platserna i tävlingen till så kallande allmänna jokrar. Den ena jokern var gruppen Eko, som vann Svensktoppen nästa 2013, och den andra jokern var musikgruppen I.D.A, som är vinnaren av Allmänhetens tävling. Läs mer om respektive jokertävling nedan.
Ingen av jokrarna lyckades avancera vidare till vare sig Andra chansen eller finalen.

### Svensktoppen nästa 2013
Inför Melodifestivalen 2014 meddelade Sveriges Radio att man för andra året i rad skulle erbjuda vinnaren av Svensktoppen nästa en plats i Melodifestivalen 2014. Vinnarartisten av Svensktoppen nästa kommer att få en chans att tävla med ett bidrag i en av de fyra deltävlingarna våren 2014. Det blir likt året innan inte bli det bidrag som artisten fick tävla med i Svensktoppen nästa eftersom EBU-regler inte tillåter att låtar som gjorts tillgängliga för allmänheten före ett visst datum, det här året före den 1 september 2013, får tävla i Eurovision Song Contest. Efter lokala uttagningar i de 25 P4-distrikten valdes åtta finalister ut som att göra upp om vinsten. Finalen hölls i Göteborg den 25 augusti 2013, där musikgruppen Eko tog hem segern.
Totalt inkom 959 bidrag till tävlingen, vilket var en ökning med 14 bidrag jämfört med året innan.

#### Om tävlingen[39]
Svensktoppen nästa är en tävling som är öppen för alla, både oetablerade och etablerade låtskrivare och artister över hela Sverige. Meningen med tävlingen är att hitta nya artister och nyskriven musik för framtiden. Runt om i Sveriges Radios alla tjugofem stycken Radio P4-distrikt arrangeras lokala tävlingar för att hitta varje lokal vinnare. När alla distrikt valt sin vinnare, vilket de får göra på vilket sätt de vill, väljer en jury ut åtta bidrag som får tävla i en stor final, som vanligtvis hålls i slutet av augusti. Under själva finalen är det upp till en ny jury och radiopubliken att välja ut vinnaren. Den som vinner får sedan sin låt spelad i radio och en chans att ta sig in på Svensktoppen. Det händer också att några av de övriga finalisterna testas på Svensktoppen och eventuellt kanske lyckas komma in där också. Oavsett placeringar är det inte garanti att bli spelad på Svensktoppen, dock även om chansen finns för det.

#### Tävlingsregler[42]
- Tävlingen skedde endast i Sveriges Radio P4.
- En jury bestående av personer som arbetar inom musikbranschen samt på Sveriges Radios musikredaktioner valde ut de åtta finalisterna av de totalt tjugofem som togs ut som vinnare i P4-distrikten.
- Jurygrupperna i de lokala deltävlingarna/finalerna bestod också av personer från Sveriges Radios musikredaktioner. Dessa valdes ut av Sveriges Radio.
- Endast personer som var folkbokförda i Sverige kunde deltaga i tävlingen. Personer som arbetar på Sveriges Radio under perioden 1 januari - 30 september 2013 kunde inte deltaga i tävlingen.
- Bidragen skickades till det lokala P4-distriktet som valde ut varje distrikts tävlingsbidrag.
- Ett tävlingsbidrag fick vara max fyra minuter lång och var tvunget att vara nyskrivet samt tidigare ej publicerat eller framfört för allmänheten. För publiceringsregeln gällde det före den 1 januari 2013. Bidragen fick ej heller ha varit utgivet för kommersiell försäljning.
- Högst åtta personer fick medverka på scenen när bidraget framfördes och alla artister som sjöng skulle vara minst 16 år gamla.
- Vid framträdande på scen var förinspelad musik tillåten, men all sång, både huvud- och körsång, skulle göras live.
- Man fick sjunga på vilket språk man ville, även om man sedan inte kunde ändra språkval under tävlingens gång.
- Ingen tävlande artist får använda sin medverkan i tävlingen på något sätt i kommersiella sammanhang.
- Sveriges Radio hade all rätt att när som helst diskvalificera bidrag.

#### Datum och händelser
- I februari 2013 presenterade Sveriges Radio regler och annat för tävlingen.
- Den 1 mars 2013 öppnade inskickningen av bidrag till tävlingen.[39]
- Senast den 1 april 2013 skulle bidragen till tävlingen ha skickats in till de lokala P4-distrikten.[42][39]
- Mellan den 8 april och 2 augusti 2013 pågick uttagningar i de 25 olika P4-distrikten.
- Den 7 augusti 2013 presenterades programledarna för finalen.[43]
- Den 9 augusti 2013 presenterades de åtta finalisterna samt startordningen för finalen.[44]
- Den 25 augusti 2013 hölls finalen.[39][25]

#### Resultat

##### Grundomgången
Grundomgången pågick i de lokala P4-distrikten mellan början av april och början av augusti 2013. Varje distrikt valde själva ut vilken metod man ville använda sig av till att ta ut en vinnare, såsom en lokal final till internval och flera deltävlingar. Bidragen står nedan i bokstavsordning efter P4-distrikt. Av de tjugofem som valts ut, ett i varje distrikt, gick åtta vidare till den stora finalen. Detta val gjordes av en jury som presenterade sina val den 9 augusti 2013. De bidrag som har beige bakgrund tog sig vidare till finalen.
| Artist                        | Låt                           | P4-distrikt       |
| ----------------------------- | ----------------------------- | ----------------- |
| Viktor Johansson              | Ända Sen Den Dagen            | P4 Blekinge       |
| Red Nova                      | Three seconds                 | P4 Dalarna        |
| Lee Gotvik                    | In this Life                  | P4 Gotland        |
| Greybeards                    | Future Designs                | P4 Gävleborg      |
| Jamie Meyer feat. Jensen Reed | Young Again                   | P4 Göteborg       |
| West End Station              | Sweet Louise                  | P4 Halland        |
| Jenny Michanek                | Ett steg framåt, två steg bak | P4 Jämtland       |
| Moving to Canada              | Ordinary Day                  | P4 Jönköping      |
| Miss Ellie and The Snapshots  | Sore feet                     | P4 Kalmar         |
| Sofia Sandberg-Albihn         | Ring Ding Dong                | P4 Kristianstad   |
| Gabriel & Casper              | Mammas mage                   | P4 Kronoberg      |
| Zlata Wolim                   | Älskar livet                  | P4 Malmöhus       |
| The Chickpeas Band            | Happy Sad Song                | P4 Norrbotten     |
| Amina Madueno                 | Boom Bang Bang                | P4 Sjuhärad       |
| Stephanie Quinth              | Moving On                     | P4 Skaraborg      |
| Sandra Kassman                | Never Got Started             | P4 Stockholm      |
| Henning Ejnefjell             | Vart Har Vi Gått              | P4 Sörmland       |
| Chris Michols Band            | The Dissent                   | P4 Uppland        |
| Vladimir Matiling             | Bright Light                  | P4 Värmland       |
| Alexander Andersson           | Who's That Girl               | P4 Väst           |
| Eko                           | Yellow                        | P4 Västerbotten   |
| Lars Ekengren                 | 153 more Days                 | P4 Västernorrland |
| The Pitastro                  | Life                          | P4 Västmanland    |
| Tomas Brink                   | Som jag alltid gör            | P4 Örebro         |
| Pernilla Bergendahl           | Nere vid kanalbron            | P4 Östergötland   |

##### Finalen
Finalen ägde rum på nöjesfältet Liseberg i Göteborg söndagen den 25 augusti 2013. Inför finalen valde en jury, som bestod av personer som arbetar inom musikbranschen och på Sveriges Radio, ut de totalt åtta finalisterna av de tjugofem vinnarna ovan, vilket presenterades den 9 augusti. Annika Jankell och Lasse Kronér kom att leda finalen, vilket blev andra året i rad för Kronér medan det blev fjärde året i rad för Jankell. Utöver de tävlande bidragen kom artisterna Jasmine Kara och Tommy Nilsson att vara gästartister. Finalen avgjordes i två omgångar mellan telefonröster och juryröster.
Finalen avgjordes i två omgångar. I den första omgången framfördes de åtta bidragen samtidigt som en telefonomröstning var öppen. Under tiden som bidragen framfördes röstade även en jury i en sluten omröstning. Efter att alla bidragen hade framförts stängdes slussarna och man räknade resultaten. Telefonrösterna slogs sedan samman med juryns röster som gav en totalpoäng. De två bidragen som fått högst totalpoäng gick vidare till den andra omgången, övriga slutade oplacerade. De tidigare rösterna nollställdes och ny telefonröstning mellan de två högst placerade bidragen påbörjades. Den som efter andra röstningsomgången fått flest röster vann. Nedan redovisas de tävlande finalbidragen i startordningen.
| Nr | Artist                | Låt                | Upphovsmän (text och musik)                          | Placering |
| -- | --------------------- | ------------------ | ---------------------------------------------------- | --------- |
| 1  | Moving to Canada      | Ordinary Day       | Victor Gustafsson, Anton Fahlgren, Kristoffer Padoan | oplacerad |
| 2  | Stephanie Quinth      | Moving On          | Anders Rane, Mattias Odhe                            | oplacerad |
| 3  | Chris Michols Band    | The Dissent        | Christian Michols                                    | oplacerad |
| 4  | Sofia Sandberg-Albihn | Ring Ding Dong     | Dan Attlerud, Jörgen Andersson                       | 2         |
| 5  | Sandra Kassman        | Never Got Started  | Nils-Petter Ankarblom                                | oplacerad |
| 6  | Eko                   | Yellow             | Anna Lidman, Hannes Lundberg, Michael Ottosson       | 1         |
| 7  | Vladimir Matiling     | Bright Light       | Vladimir Matiling                                    | oplacerad |
| 8  | Viktor Johansson      | Ända Sen Den Dagen | Dennis ”Dejo” Andersson                              | oplacerad |

### Allmänhetens tävling
Mellan åren 2010-2012 valde Sveriges Television att särskilja mellan de upphovsmän som hade haft musik utgiven sedan tidigare (på musikförlag etc.) och de som ej hade haft det, genom tävlingsmomentet Webbjokern. Det gick ut på att de personer som då ej hade haft musik utgiven sedan tidigare fick, om de ville, skicka in bidrag till det momentet varpå de lades ut på Melodifestivalens hemsida för allmän tittarröstning. Det bidraget som sedan fick flest totalröster blev också tittarnas wildcard. 
Till 2013 års tävling slopades webbjokerns moment med att låta tittarna avgöra vilket bidrag som skulle få representera allmänheten, vilket istället gavs i uppgift åt den urvalsjury som väljer ut den ena hälften av tävlingsbidragen till ordinarie tävling. Samtidigt som detta gjordes döptes momentet om till Allmänhetens tävling. Samma system kommer att användas även till 2014 års tävling. Det uttagna bidraget med tillhörande artist presenterades den 28 november 2013.

#### Regler[14]
De tävlande bidragen här går under samma regler som ordinarie tävling, men med vissa tillägg och ändringar.  
- Upphovsmän fick endast tävla genom denna tävling om man inte har haft musik utgiven via kommersiella skivbolag tidigare. Kravet gäller före den 1 oktober 2013.
- Sveriges Television har rätt att neka bidrag att vara med, om innehållet ansågs stötande eller bryta mot ordinarie tävlingsregler.

#### Efter Allmänhetens tävling
Till skillnad från tidigare år meddelades vinnaren av Allmänhetens tävling först då samtliga bidrag och artister presenterades. Det offentliggjordes heller ingen lista på övriga placeringar på de bidrag som ej kom med i ordinarie tävling. Vinnaren av tävlingen blev gruppen I.D.A med låten "Fight Me If You Dare".

## Deltävlingarna
Deltävlingarna hölls det här året i Malmö, Linköping, Göteborg och Örnsköldsvik. Precis som tidigare år med deltävlingsupplägget tävlade åtta bidrag i varje deltävling, totalt trettiotvå för samtliga deltävlingar. Hela startfältet presenterades vid två presskonferenser i november 2013. Vid dessa presskonferenser redovisades upphovspersonerna till bidragen dock inte vem av upphovspersonerna som gjort text respektive musik. Detta blev istället känt först när varje bidrag framfördes i direktsändningarna.
Tävlingsupplägget för deltävlingarna såg likadant ut som året innan. När programmet började startade telefon- och SMS-röstningen och medan denna pågick framfördes också deltävlingens åtta bidrag. Efter detta visades en snabbrepris innan telefonslussarna stängdes och resultatet lästes av. De fem bidragen med flest röster gick vidare till en andra röstningsomgång, medan de övriga tre bidragen röstades ut. Bidragen som gick vidare ropades upp utan inbördes ordning. Därefter startades en ny röstningsomgång utan att de tidigare resultaten nollställdes. Bidragen visades igen i en snabbrepris varefter slussarna stängdes igen. Nu lades resultaten för bägge röstningsomgångarna samman. De två bidragen som i totalläget hade fått flest röster gick till finalen, medan de två bidragen som i totalläget hade hamnat på tredje och fjärde plats gick till Andra chansen. Bidraget på femte plats åkte ut. Totalantalet inkomna röster redovisades efter varje deltävling, men det enskilda resultatet för respektive bidrag hemlighölls fram till finalen hade avgjorts. Detta för att varken tittarna (och finalens jurygrupper) skulle bli påverkad av resultatet i Andra chansen samt i finalen.
Inför varje deltävling sände Sveriges Television två införprogram, ett på onsdagen ("Inför Melodifestivalen") och ett på lördagen ("Uppsnack"). Det senare programleddes av webbprogramledaren Clara Henry. Henry ledde sedan även programmet "Eftersnack" som direktsändes på Melodifestivalens hemsida efter varje deltävlings slut. Inför varje deltävling släppte Sveriges Television enminutsversioner av varje bidrag, vilka filmades och klipptes ihop då varje bidrag repeterades på scenen för första gången. Dessutom släpptes 2 min och 30 sekunder av varje bidrag timmarna före varje deltävling. När deltävlingen började togs samtliga klipp bort för att efter deltävlingens avslut återpublicera de fyra bidrag som blev eliminerade från tävlan. De övriga återpubliceras först efter den fjärde deltävlingens avslut.
Vid röstningen fanns det likt tidigare år två röstningsnummer att välja på: ett billigt (3:60 kr per samtal/SMS) och ett lite dyrare nummer (9:90 kr per samtal/SMS). Det lite dyrare numret skänkte 8:90 kr (samtal) eller 8:90 kr (SMS) till Radiohjälpen.

### Deltävling 1: Malmö
Deltävlingen sändes från Malmö Arena i Malmö den 1 februari 2014.
Bidragen presenteras nedan i startordning.
| Nr | Artist             | Låt         | Text (t) & Musik (m)                                                                | Röster Omgång 1 | Röster Omgång 2 | Total- röster | Placering | Anmärkning    |
| -- | ------------------ | ----------- | ----------------------------------------------------------------------------------- | --------------- | --------------- | ------------- | --------- | ------------- |
| 1  | Yohio              | To The End  | Andreas Johnson (tm), Johan Lyander (tm), Peter Kvint (tm), Yohio (tm)              | 55 826          | 61 393          | 117 219       | 1         | Till final    |
| 2  | Mahan Moin         | Aleo        | Mahan Moin (tm), Anderz Wrethov (tm)                                                | 6 943           | —               | 6 943         | 7         | Utslagen      |
| 3  | Linus Svenning     | Bröder      | Fredrik Kempe (tm)                                                                  | 29 464          | 31 268          | 60 732        | 4         | Andra chansen |
| 4  | Elisa Lindström    | Casanova    | Ingela ”Pling” Forsman (t), Bobby Ljunggren (m), Jimmy Jansson (m)                  | 18 143          | 19 171          | 37 314        | 5         | Utslagen      |
| 5  | Alvaro Estrella    | Bedroom     | Jakke Erixson (tm), Jon Bordon (tm), Lauren Francis (tm), Kristofer Östergren (tm)  | 14 386          | —               | 14 386        | 6         | Utslagen      |
| 6  | Ellen Benediktson  | Songbird    | Sharon Vaughn (t), Johan Fransson (m), Tim Larsson (m), Tobias Lundgren (m)         | 43 619          | 55 825          | 99 444        | 2         | Till final    |
| 7  | Sylvester Schlegel | Bygdens son | Sylvester Schlegel (tm)                                                             | 5 934           | —               | 5 934         | 8         | Utslagen      |
| 8  | Helena Paparizou   | Survivor    | Bobby Ljunggren (m), Henrik Wikström (m), Karl-Ola Kjellholm (m), Sharon Vaughn (t) | 32 141          | 38 297          | 70 438        | 3         | Andra chansen |

- Telefon-  och SMS-röster: 415 421 röster.[48]
- Till Radiohjälpen: 782 213 kronor.[48]
- TV-tittare: 3 364 000 tittare.[49][48]

### Deltävling 2: Linköping
Deltävlingen sändes från Cloetta Center i Linköping den 8 februari 2014.
Bidragen presenteras nedan i startordning.
| Nr | Artist              | Låt                  | Text (t) & Musik (m)                                                                                   | Röster Omgång 1 | Röster Omgång 2 | Total- röster | Placering | Anmärkning    |
| -- | ------------------- | -------------------- | --- | --------------- | --------------- | ------------- | --------- | ------------- |
| 1  | J.E.M               | Love Trigger         | Thomas G:son (tm), Peter Boström (tm), Julimar ”J-Son” Santos (tm)                                     | 18 790          | 26 872          | 45 662        | 4         | Andra chansen |
| 2  | The Refreshments    | Hallelujah           | Joakim Arnell (tm)                                                                                     | 18 417          | 19 234          | 37 651        | 5         | Utslagen      |
| 3  | Manda               | Glow                 | Joy Deb (tm), Linnea Deb (tm), Melanie Wehbe (tm), Charlie Mason (tm)                                  | 10 964          | —               | 10 964        | 8         | Utslagen      |
| 4  | Panetoz             | Efter solsken        | Johan Hirvi (tm), Mats Lie Skåre (tm), Nebeyu Baheru (tm), Njol Badjie (tm), Pa Modou Badjie (tm)      | 25 986          | 31 415          | 57 401        | 2         | Till final    |
| 5  | Pink Pistols        | I am somebody        | Joakim Törnqvist (tm), Nestor Geli (tm), Per Ivar Hed (tm), Susie Päivärinta (tm), Tord Bäckström (tm) | 11 435          | —               | 11 435        | 7         | Utslagen      |
| 6  | Sanna Nielsen       | Undo                 | Fredrik Kempe (tm), David Kreuger (tm), Hamed "K-One” Pirouzpanah (tm)                                 | 52 542          | 57 050          | 109 592       | 1         | Till final    |
| 7  | Little Great Things | Set yourself free    | Charlie Grönvall (tm), Cristoffer Wernqvist (tm), Felix Grönvall (tm), Adam Dahlström (tm)             | 15 183          | —               | 15 183        | 6         | Utslagen      |
| 8  | Martin Stenmarck    | När änglarna går hem | Andreas Öhrn (tm), Alexander Bard (tm), Martin Stenmarck (tm), Peter Boström (tm)                      | 20 981          | 30 916          | 51 897        | 3         | Andra chansen |

- Telefon-  och SMS-röster: 342 567 röster.[50]
- Till Radiohjälpen: 662 513 kronor.[50]
- TV-tittare: 3 020 000 tittare.[49]

### Deltävling 3: Göteborg
Deltävlingen sändes från Scandinavium i Göteborg den 15 februari 2014.
Bidragen presenteras nedan i startordning.
| Nr | Artist                          | Låt                | Text (t) & Musik (m) | Röster Omgång 1 | Röster Omgång 2 | Total- röster | Placering | Anmärkning      |
| -- | ------------------------------- | ------------------ | --- | --------------- | --------------- | ------------- | --------- | --------------- |
| 1  | Outtrigger                      | Echo               | Linnea Deb (tm), Joy Deb (tm), Anton Malmberg Hård af Segerstad (tm), John Löfgren (tm), Simon Peyron (tm), Timmy Andersson (tm), Joakim Agnemyr (tm), Adam Axelsson (tm) | 18 713          | 19 873          | 38 586        | 4         | Andra chansen   |
| 2  | Eko                             | Red                | Linnea Deb (tm), Joy Deb (tm), Anna Lidman (tm), Hannes Lundberg (tm), Michael Ottosson (tm)                                                                              | 9 053           | —               | 9 053         | 8         | Utslagen, Joker |
| 3  | Oscar Zia                       | Yes We Can         | Fredrik Kempe (tm), David Kreuger (tm), Hamed "K-One” Pirouzpanah (tm) | 29 790          | 30 945          | 60 735        | 1         | Till final      |
| 4  | Shirley Clamp                   | Burning Alive      | Bobby Ljunggren (tm), Marcos Ubeda (tm), Sharon Vaughn (tm), Henrik Wikström (tm)                                                                                         | 12 617          | —               | 12 617        | 6         | Utslagen        |
| 5  | State of Drama                  | All We Are         | Göran Werner (tm), Sanken Sandqvist (tm), Emil Gullhamn (tm), Sebastian Hallifax (tm)                                                                                     | 24 262          | 18 581          | 42 843        | 3         | Andra chansen   |
| 6  | CajsaStina Åkerström            | En enkel sång      | Cajsa Stina Åkerström (tm) | 10 789          | —               | 10 789        | 7         | Utslagen        |
| 7  | Ace Wilder                      | Busy Doin' Nothin' | Ace Wilder (tm), Joy Deb (tm), Linnea Deb (tm) | 19 105          | 24 599          | 43 704        | 2         | Till final      |
| 8  | Dr. Alban feat. Jessica Folcker | Around the World   | Dr. Alban (Alban Nwapa) (tm), Jakke Erixson (tm), Karl-Ola Kjellholm (tm)                                                                                                 | 18 041          | 19 689          | 37 730        | 5         | Utslagen        |

- Telefon- och SMS-röster: 258 030 röster.[51]
- Till Radiohjälpen: 447 829 kronor.[51]
- TV-tittare: 3 050 000 tittare.[49]

### Deltävling 4: Örnsköldsvik
Deltävlingen sändes från Fjällräven Center i Örnsköldsvik den 22 februari 2014.
Bidragen presenteras nedan i startordning.
| Nr | Artist          | Låt                   | Text (t) & Musik (m)                                                                                                   | Röster Omgång 1 | Röster Omgång 2 | Total- röster | Placering | Anmärkning          |
| -- | --------------- | --------------------- | --- | --------------- | --------------- | ------------- | --------- | ------------------- |
| 1  | Alcazar         | Blame It on the Disco | Fredrik Kempe (tm), David Kreuger (tm), Hamed "K-One” Pirouzpanah (tm)                                                 | 42 061          | 55 392          | 97 453        | 1         | Till final          |
| 2  | I.D.A           | Fight Me If You Dare  | Albin Nicklasson (tm), Nicklas Laine (tm), Louise Frick Sveen (tm)                                                     | 10 578          | —               | 10 578        | 6         | Utslagen, Webbjoker |
| 3  | Janet Leon      | Hollow                | Karl-Ola Kjellholm (tm), Jimmy Jansson (tm), Louise Winter (tm)                                                        | 8 307           | —               | 8 307         | 8         | Utslagen            |
| 4  | Ammotrack       | Raise Your Hands      | Jari Kujansuu (tm), Thomas Johansson (tm), Calle Kindbom (tm), Mikael de Bruin (tm)                                    | 20 425          | 21 202          | 41 627        | 4         | Andra chansen       |
| 5  | Josef Johansson | Hela natten           | Peter Boström (m), Thomas G:son (m), Jonas Lundblad (t) Josef Johansson (t), Peo Thyrén (t)                            | 9 953           | —               | 9 953         | 7         | Utslagen            |
| 6  | Linda Bengtzing | Ta mig                | Nicke Borg (tm), Jojo Borg Larsson (tm)                                                                                | 15 239          | 15 861          | 31 100        | 5         | Utslagen            |
| 7  | Ellinore Holmer | En himmelsk sång      | Ellinore Holmer (t), Vanna Rosenberg (t), Åsa Schmalenbach (m), Josefina Sanner (m), Henrik Wikström (m), Amir Aly (m) | 21 411          | 24 465          | 45 876        | 3         | Andra chansen       |
| 8  | Anton Ewald     | Natural               | John Lundvik (tm) | 39 105          | 32 570          | 71 675        | 2         | Till final          |

- Telefon-  och SMS-röster: 318 155 röster.[52]
- Till Radiohjälpen: 546 351 kronor.[52]
- TV-tittare: 3 130 000 tittare.[49]

## Andra chansen: Lidköping
Andra chansen sändes från Sparbanken Lidköping Arena i Lidköping, lördagen den 1 mars 2014. 
För åttonde året i rad tog momentet plats i en arena och för åttonde gången fick de treor och fyror från deltävlingarna som gick vidare hit framföra sina bidrag live. Mellan åren 2002-06 framfördes endast bandade inslag från deltävlingarna. Precis som tidigare år stod de två sista finalplatserna på spel. Upplägget för Andra chansen liknade de tidigare avgjorda deltävlingarna, dvs. att det var två röstningsomgångar. Dock avgjordes momentet i en tredje omgång där de fyra bidragen med flest totalröster möttes i två dueller, där de två sista finalplatserna stod på spel.

### Upplägg[30]
När programmet började startade telefon- och SMS-röstningen och samtidigt som detta pågick framfördes de åtta bidragen. Efter detta visades en snabbrepris varpå telefonslussarna stängdes. De fem bidragen som hade fått flest röster gick vidare, medan övriga bidrag slogs ut. Sedan påbörjades en ny röstningsomgång utan att de tidigare resultaten nollställdes. En snabbrepris visades igen och tittarna hade åter fått chansen att telefon- och SMS-rösta. När slussarna hade stängts för andra gången slogs resultaten för bägge omgångarna ihop. De fyra bidragen som då hade fått ihop flest röster totalt sett gick vidare till duellerna, medan femman slogs ut. De fyra som gick vidare ropades upp utan offentlig placeringsstatistik.
I duellerna tävlade totalvinnaren mot totalfyran och totaltvåan mot totaltrean. I varje duell hade tävlingsbidragen fått nya röstningsnummer (ett eller två) och det gick enbart att telefonrösta. Bidragen framfördes på nytt medan tittarna fick rösta. Först avgjordes den första duellen, därefter den andra innan resultaten för bägge duellerna avslöjades. 
Likt deltävlingarna meddelades enbart det totala antalet röster och inte de enskilda rösterna för respektive bidrag. Detta presenterades istället först efter finalen hade avgjorts.

### Tävlingsomgången
Bidragen står nedan i startordningen, vilken presenterades timmarna efter att fjärde deltävlingen hade avslutats.
| Nr | Artist           | Låt                  | Text (t) & Musik (m) | Röster Omgång 1 | Röster Omgång 2 | Total- röster | Placering | Anmärkning |
| -- | ---------------- | -------------------- | --- | --------------- | --------------- | ------------- | --------- | ---------- |
| 1  | Ammotrack        | Raise Your Hands     | Jari Kujansuu (tm), Thomas Johansson (tm), Calle Kindbom (tm), Mikael de Bruin (tm)                                                                                       | 16 998          | —               | 16 998        | 8         | Utslagen   |
| 2  | Linus Svenning   | Bröder               | Fredrik Kempe (tm) | 45 657          | 49 295          | 94 952        | 1         | Duell 2    |
| 3  | J.E.M            | Love Trigger         | Thomas G:son (tm), Peter Boström (tm), Julimar ”J-Son” Santos (tm) | 28 626          | —               | 28 626        | 6         | Utslagen   |
| 4  | State of Drama   | All We Are           | Göran Werner (tm), Sanken Sandqvist (tm), Emil Gullhamn (tm), Sebastian Hallifax (tm)                                                                                     | 29 352          | 22 150          | 51 502        | 5         | Utslagen   |
| 5  | Ellinore Holmer  | En himmelsk sång     | Ellinore Holmer (t), Vanna Rosenberg (t), Åsa Schmalenbach (m), Josefina Sanner (m), Henrik Wikström (m), Amir Aly (m)                                                    | 17 685          | —               | 17 685        | 7         | Utslagen   |
| 6  | Martin Stenmarck | När änglarna går hem | Andreas Öhrn (tm), Alexander Bard (tm), Martin Stenmarck (tm), Peter Boström (tm)                                                                                         | 30 681          | 26 366          | 57 047        | 4         | Duell 2    |
| 7  | Helena Paparizou | Survivor             | Bobby Ljunggren (m), Henrik Wikström (m), Karl-Ola Kjellholm (m), Sharon Vaughn (t)                                                                                       | 47 161          | 44 411          | 91 572        | 2         | Duell 1    |
| 8  | Outtrigger       | Echo                 | Linnea Deb (tm), Joy Deb (tm), Anton Malmberg Hård af Segerstad (tm), John Löfgren (tm), Simon Peyron (tm), Timmy Andersson (tm), Joakim Agnemyr (tm), Adam Axelsson (tm) | 33 876          | 27 083          | 60 959        | 3         | Duell 1    |

#### Dueller
|  | Dueller    | Dueller                               | Dueller    |                       |            | Till final                | Till final | Till final |  |
|  |            |                                       |            |                       |            |                           |            |            |  |
|  | Deltävl. 3 | Echo Outtrigger                       | 51 627     |                       |            |                           |            |            |  |
|  | Deltävl. 3 | Echo Outtrigger                       | 51 627     |                       |            |                           |            |            |  |
|  | Deltävl. 1 | Survivor Helena Paparizou             | 123 859    |                       |            |                           |            |            |  |
|  | Deltävl. 1 | Survivor Helena Paparizou             | 123 859    |                       | Deltävl. 1 | Survivor Helena Paparizou | Till final |            |  |
|  |            |                                       |            |                       | Deltävl. 1 | Survivor Helena Paparizou | Till final |            |  |
|  |            |                                       | Deltävl. 1 | Bröder Linus Svenning | Till final |                           |            |            |  |
|  | Deltävl. 1 | Bröder Linus Svenning                 | Deltävl. 1 | Bröder Linus Svenning | Till final | 77 706                    |            |            |  |
|  | Deltävl. 1 | Bröder Linus Svenning                 |            |                       |            |                           |            |            |  |
|  | Deltävl. 2 | När änglarna går hem Martin Stenmarck | 71 844     |                       |            |                           |            |            |  |

### Siffror
- Telefon-  och SMS-röster: 746 752 röster.[54]
- Till Radiohjälpen: 1 208 600 kronor.[54]
- TV-tittare: 2 725 000 tittare.[49]

## Final: Solna

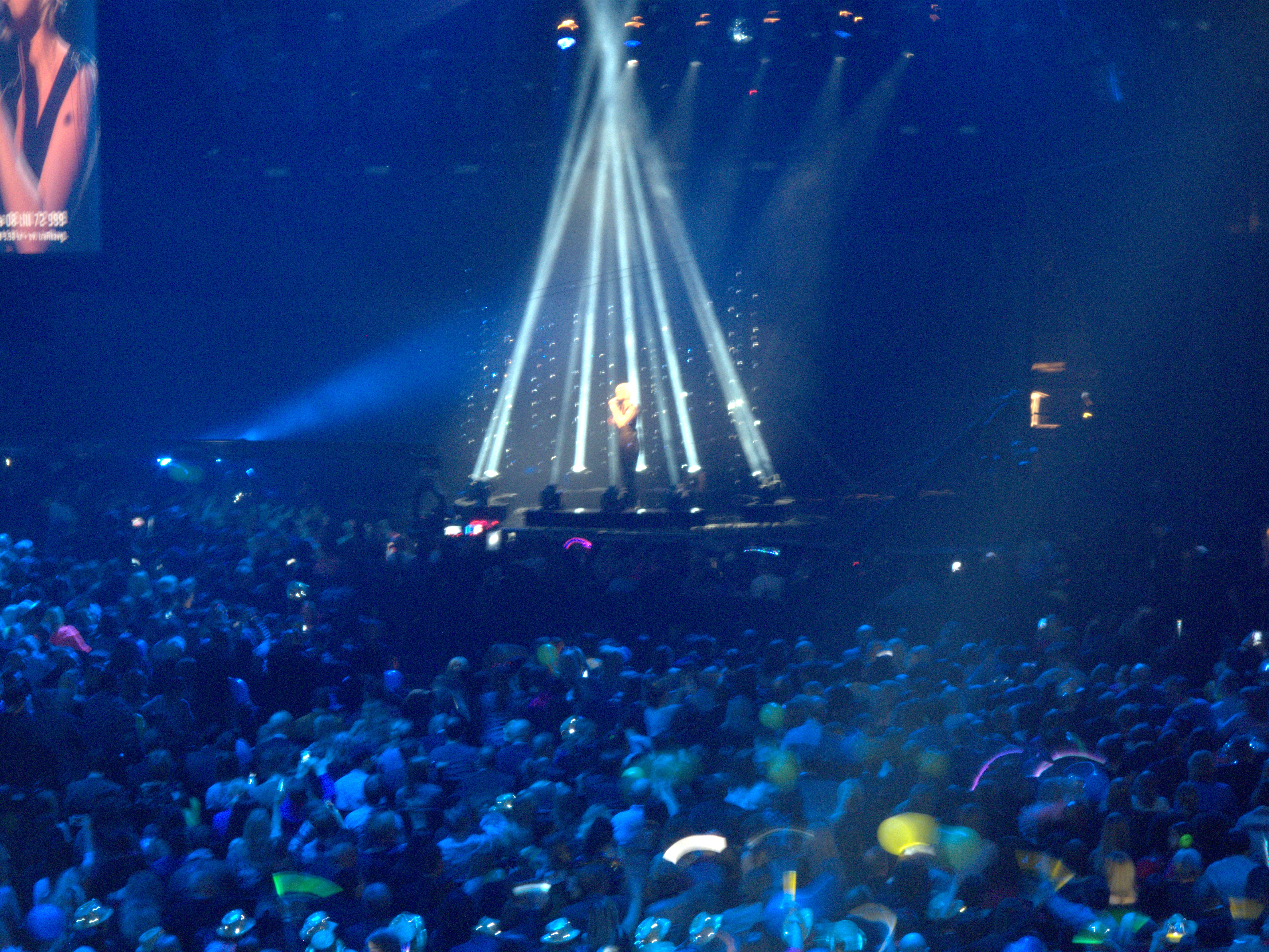
Finalen i Friends Arena 2014.

Finalen av festivalen 2014 direktsändes i SVT1 den 8 mars 2014 från Friends Arena i Solna. De tio bidragen som kvalificerade sig till finalen hade antingen blivit etta eller tvåa i någon av deltävlingarna, eller blivit kvalificerade från Andra chansen. Programmet leddes av Anders Jansson och Nour El Refai. Finalens upplägg från året innan, dvs. elva tävlande ESC-länder och procentuell telefonröstning, kom även att användas för det här året. De röstande Eurovisionländerna presenterades av Sveriges Television den 2 mars 2014.
När direktsändningen startade spelades först de tio bidragen upp varpå jurygrupperna avlade sina röster. Juryrösterna byggde på bidragens framförande på genrepet kvällen före sändningen. Telefonröstningen fortsatte under hela juryöverläggningen, vilket gjorde att tittarna kunde påverka juryns dom. Eftersom tittarna och juryn delade på makten att avgöra finalen hade varje grupp (juryerna respektive tittarna) totalt 473 poäng vardera att dela ut. Varje jurygrupp delade ut poängen 1, 2, 4, 6, 8, 10 och 12 poäng, medan tittarna delade ut sina 473 poäng utifrån hur många procent av totalrösterna ett bidrag fått. Om ett bidrag exempelvis fick 10 procent av rösterna skulle det också få 10 procent av tittarnas helhetspoäng, poäng som avrundades till närmaste heltal. Varje jurygrupp gav sju bidrag poäng, dock kunde tittarna ge alla bidrag poäng, vilket också skedde. De individuella telefonrösterna presenterades den 11 mars, tre dagar efter finalen hade avgjorts.

### Startlista
Bidragen listas nedan i startordning.
| Nr | Artist            | Låt                   | Upphovsmän (Text & musik)                                                                         | Deltävl. |
| -- | ----------------- | --------------------- | ------------------------------------------------------------------------------------------------- | -------- |
| 1  | Anton Ewald       | Natural               | John Lundvik (tm)                                                                                 | 4        |
| 2  | Ellen Benediktson | Songbird              | Sharon Vaughn (t), Johan Fransson (m), Tim Larsson (m), Tobias Lundgren (m)                       | 1        |
| 3  | Alcazar           | Blame It on the Disco | Fredrik Kempe (tm), David Kreuger (tm), Hamed "K-One” Pirouzpanah (tm)                            | 4        |
| 4  | Oscar Zia         | Yes We Can            | Fredrik Kempe (tm), David Kreuger (tm), Hamed "K-One” Pirouzpanah (tm)                            | 3        |
| 5  | Linus Svenning    | Bröder                | Fredrik Kempe (tm)                                                                                | AC (1)   |
| 6  | Helena Paparizou  | Survivor              | Bobby Ljunggren (m), Henrik Wikström (m), Karl-Ola Kjellholm (m), Sharon Vaughn (t)               | AC (1)   |
| 7  | Yohio             | To the End            | Andreas Johnson (tm), Johan Lyander (tm), Peter Kvint (tm), Yohio (tm)                            | 1        |
| 8  | Sanna Nielsen     | Undo                  | Fredrik Kempe (tm), David Kreuger (tm), Hamed "K-One” Pirouzpanah (tm)                            | 2        |
| 9  | Panetoz           | Efter solsken         | Johan Hirvi (tm), Mats Lie Skåre (tm), Nebeyu Baheru (tm), Njol Badjie (tm), Pa Modou Badjie (tm) | 2        |
| 10 | Ace Wilder        | Busy Doin' Nothin'    | Ace Wilder (tm), Joy Deb (tm), Linnea Deb (tm)                                                    | 3        |

### Poäng och placeringar[57]
| Nr | Bidrag                | Italien | Tyskland | Israel | Frankrike | Nederl. | Malta | Ryssland | Storbrit. | Estland | Spanien | Danmark | Jury- poäng | Tel&SMS Antal | Tel&SMS Andel | Tel&SMS Poäng | Summa | Plac. |
| -- | --------------------- | ------- | -------- | ------ | --------- | ------- | ----- | -------- | --------- | ------- | ------- | ------- | ----------- | ------------- | ------------- | ------------- | ----- | ----- |
| 1  | Natural               | -       | -        | 1      | -         | -       | 2     | -        | -         | -       | 1       | -       | 4           | 35 208        | 3,0%          | 14            | 18    | 10    |
| 2  | Songbird              | 6       | 4        | -      | 1         | 10      | -     | 2        | 2         | 4       | 2       | -       | 31          | 75 748        | 6,4%          | 30            | 61    | 7     |
| 3  | Blame It on the Disco | 10      | 8        | 8      | 12        | 6       | 6     | -        | 12        | -       | -       | -       | 62          | 120 654       | 10,1%         | 48            | 110   | 3     |
| 4  | Yes We Can            | 4       | 1        | -      | -         | -       | 8     | 4        | 8         | -       | 6       | 1       | 32          | 52 844        | 4,4%          | 21            | 53    | 8     |
| 5  | Bröder                | -       | 12       | 2      | 6         | 1       | -     | 10       | 1         | 12      | -       | 2       | 46          | 93 974        | 7,9%          | 37            | 83    | 5     |
| 6  | Survivor              | 2       | 6        | 6      | 4         | 2       | 12    | 1        | 4         | 2       | 10      | 8       | 57          | 67 336        | 5,6%          | 27            | 84    | 4     |
| 7  | To The End            | 1       | -        | 4      | 2         | -       | 4     | 6        | -         | 8       | 4       | 10      | 39          | 109 363       | 9,2%          | 43            | 82    | 6     |
| 8  | Undo                  | 8       | 10       | 10     | 10        | 4       | 10    | 8        | 6         | 6       | 12      | 6       | 90          | 307 788       | 25,8%         | 122           | 212   | 1     |
| 9  | Efter solsken         | -       | 2        | -      | -         | 8       | -     | -        | -         | 1       | -       | 4       | 15          | 45 614        | 3,8%          | 18            | 33    | 9     |
| 10 | Busy Doin’ Nothin’    | 12      | -        | 12     | 8         | 12      | 1     | 12       | 10        | 10      | 8       | 12      | 97          | 283 831       | 23,8%         | 113           | 210   | 2     |

### Siffror
- Telefon- och SMS-röster: 1 192 360 röster.[58]
- Till Radiohjälpen: 2 062 334,53 kronor.[58]
- TV-tittare: 3 302 000 tittare.[49]

### Juryuppläsare
Följande personer kom att läsa upp jurypoängen i finalen:
- Italien: Nicola Caligiore
- Tyskland: Torsten Amarell
- Israel: Alon Amir
- Frankrike: Bruno Berberes
- Nederländerna: Kees van der Brucht (spelad av Anders Jansson)
- Malta: Anna Dalli
- Ryssland: Jurij Aksiuta
- Storbritannien: Simon Proctor
- Estland: Mart Normet
- Spanien: Federico Llano Sabuguerio
- Danmark: Sofia Helin

## Mellanakter och pausunderhållning
I den första deltävlingen var det ingen mellanakt, utan istället framförde programledaren Anders Jansson ett tal till nationen efter första snabbreprisen. Dessutom visades en sketch som handlade om Danmarks förberedelser inför Eurovision Song Contest i maj. I den andra deltävlingen hölls två mellanakter: en som hyllade musikgruppen Abbas låt Waterloo, då det är 40 år sedan Abba vann Eurovision Song Contest med den låten, samt en akt som hyllade musikgruppen Herreys låt Diggiloo Diggiley, då det är 30 år sedan Herreys vann Eurovision Song Contest det med den låten. "Diggiloo Diggiley" framfördes i en ny tappning av Sean Banan (dock featuring Herreys) medan programledarna framförde hyllningen till "Waterloo". I den tredje deltävlingen framfördes en OS-musikal ("Sotji The Musical") där programledarna deltog tillsammans med bland andra komikerna Björn Gustafsson och Johan Glans. Numret handlade om att Sveriges Television inte fick rättigheterna till att sända Olympiska vinterspelen 2014 från Sotji i Ryssland så "köpte" televisionen istället rättigheterna till denna musikal. I numret tävlade Sverige i olika OS-grenar som inte fick vara med och i vissa grenar tävlade Sverige mot Norge. Musikalen hade även Jakob Hård som kommentator. I den fjärde deltävlingen framförde artisten Tomas Ledin två hyllningar; en till Höga kusten och en till Melodifestivalen, där Ledin framförde tre av de bidrag han har tävlat med tidigare år i tävlingen. I Andra chansen kom 2013 års Eurovision Song Contest-vinnare, Emmelie de Forest, att framföra låten Rainmaker, som är temalåten för ESC 2014. Dessutom framförde hon sin vinnarlåt från 2013 Only Teardrops.
I finalen kom artisterna Charlotte Perrelli, Malena Ernman, Robin Stjernberg och Marie Bergman, som alla har tävlat för Sverige i Eurovision Song Contest tidigare år, att framföra en hyllning till musikgruppen Abba. Detta då det är 40 år sedan Abba tog hem segern i ESC 1974 med låten "Waterloo" vilket var Sveriges första seger i tävlingen. För åttonde året i rad kom även föregående års vinnarlåt, i det här fallet You, att framföras i en helt ny tolkning. Uppgiften gick till programledarna Anders Jansson och Nour El Refai som tolkade låten som ett tack till varandras insatser som programledare.

## Marcel Bezençon Award 2014
Marcel Bezençon Award är ett pris som delas ut i tre kategorier vid varje års Melodifestivalsfinal. I varje kategori har en viss grupp fått avgöra resultatet: i den ena kategorin avgör presskåren, i den andra avgör upphovsmän och i den tredje avgör tidigare Melodifestivalsvinnare. Priset instiftades av Christer Björkman och Richard Herrey och priset har fått sitt namn efter Eurovision Song Contest grundare, Marcel Bezençon. Följande akter tog hem priserna 2014:
| Pris                | Vinnare                       | Upphovsmän                                              |
| ------------------- | ----------------------------- | ------------------------------------------------------- |
| Artisternas pris    | Ace Wilder Busy Doin' Nothin' | Ace Wilder, Joy Deb, Linnea Deb                         |
| Pressens pris       | Sanna Nielsen Undo            | Fredrik Kempe, David Kreuger, Hamed "K-One” Pirouzpanah |
| Upphovsmännens pris | Sanna Nielsen Undo            | Fredrik Kempe, David Kreuger, Hamed "K-One” Pirouzpanah |

## Eurovision Song Contest 2014
Eurovision Song Contest 2014 avgjordes i Köpenhamn i Danmark den 6, 8 och 10 maj 2014. Totalt deltog 37 länder i tävlingen, vilket var två länder färre mot året innan. Bulgarien, Cypern, Kroatien och Serbien hoppade av medan Polen och Portugal återvände. Deltagarsiffran var den lägsta på åtta år. Även det här årets tävling bestod av två semifinaler och en final, där enbart värdlandet och landsgruppen The Big Five var direktkvalificerade till finalen - övriga länder var tvungna att gå igenom en av två semifinaler. Totalt stod 20 finalplatser på spel för semifinalländerna.

### Sveriges resultat

#### Givna poäng till Sverige
Tabellen nedan redovisar de poäng som gavs till det vinnande bidraget i Melodifestivalen, samt de eventuella poäng som gavs i Eurovision Song Contest 2014. Länder med gråmakerad bakgrund fick inte rösta i Sveriges semifinal/var länder som ej kvalificerade sig vidare till finalen.
| Tävling                  | Italien | Tyskland | Israel | Frankrike | Nederländerna | Malta | Ryssland | Storbrit. | Estland | Spanien | Danmark |
| ------------------------ | ------- | -------- | ------ | --------- | ------------- | ----- | -------- | --------- | ------- | ------- | ------- |
| Poäng i Melodifestivalen | 8       | 10       | 10     | 10        | 4             | 10    | 8        | 6         | 6       | 12      | 6       |
| Semifinalpoäng (ESC)     |         |          |        | 6         | 8             |       | 6        |           | 7       | 12      | 10      |
| Finalpoäng (ESC)         | 0       | 0        | 10     | 4         | 8             | 7     | 2        | 7         | 10      | 10      | 12      |

#### Givna poäng från Sverige
Tabellen nedan redovisar de eventuella poäng som Sverige gav de länder som röstade i Melodifestivalsfinalen i ESC 2014. Länder med gråmakerad bakgrund tävlade inte i Sveriges semifinal/var länder som ej kvalificerade sig vidare till finalen. 
| Tävling              | Italien | Tyskland | Israel | Frankrike | Nederländerna | Malta | Ryssland | Storbrit. | Estland | Spanien | Danmark |
| -------------------- | ------- | -------- | ------ | --------- | ------------- | ----- | -------- | --------- | ------- | ------- | ------- |
| Semifinalpoäng (ESC) |         |          |        |           | 12            |       | 2        |           | 5       |         |         |
| Finalpoäng (ESC)     | 0       | 0        |        | 1         | 10            | 0     | 0        | 0         |         | 0       | 8       |